# Napoleon (dělo)

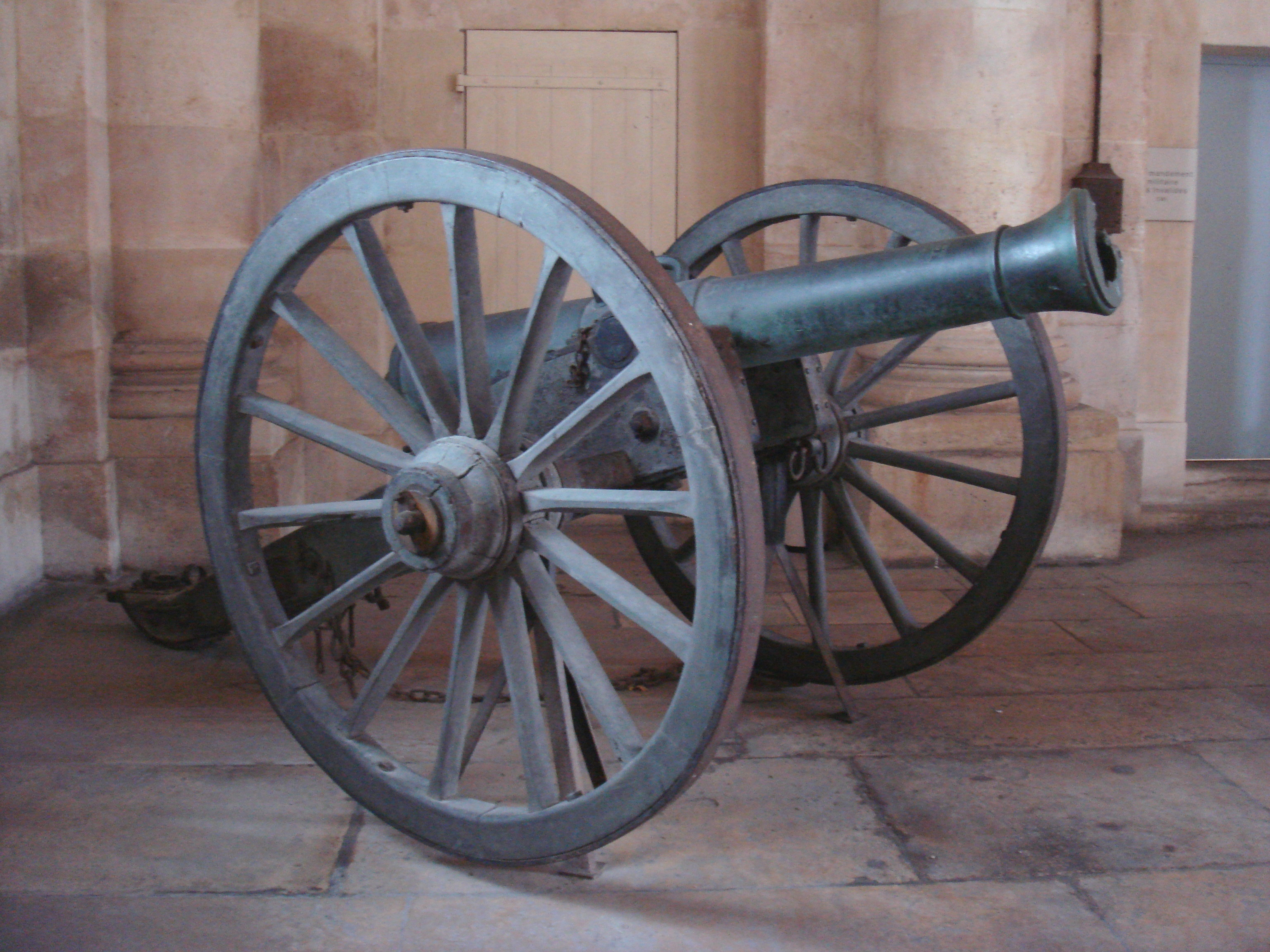
Dělo vystavené v pařížské Invalidovně

Dělo Napoleon neboli 12liberní lehké polní dělo, (francouzsky Canon obusier de campagne de 12 cm, modèle 1853, v USA známé jako 12-pounder Napoleon), bylo vyvinuto ve Francii v roce 1853. Šlo o kanónovou houfnici s hladkým vývrtem hlavně a hmotností 544 kg, která střílela dvanáctiliberní (asi 5,5 kg) munici.
Značná obliba této zbraně spočívala v její všestrannosti. Bylo z ní totiž možné střílet jak litými dělovými koulemi, tak dělostřeleckými granáty, šrapnely nebo kartáčovými náboji. Dostřel děla činil asi 1,5 km, při střelbě kartáčovými náboji do 300 metrů, navíc poměrně přesně. Nová zbraň, kterou francouzská armáda zavedla do výzbroje v roce 1853, „způsobila revoluci v polním dělostřelectvu. Dělo bylo poměrně lehké, takže se dalo na bojišti rychle přemísťovat pomocí koňského potahu, a současně dostatečně účinné, takže mohlo s úspěchem ničit polní opevnění do vzdálenosti 1 míle (1,6 km). Přitom bylo též velice všestranné“.

## Americká občanská válka

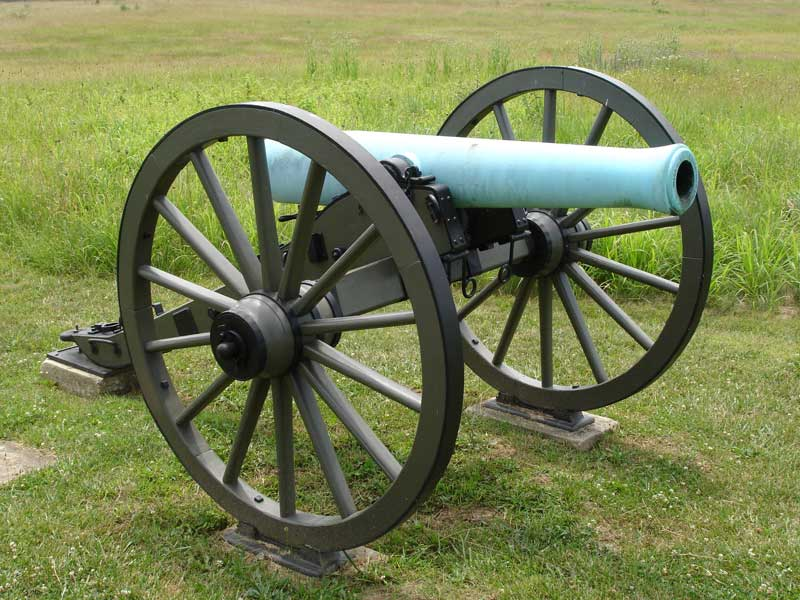
Model 1857 v muzeu v Gettysburgu

Během americké občanské války dávali dělu, označovanému jako 12liberní Napoleon model 1857, pro jeho palebnou sílu a spolehlivost přednost jak vojáci Unie, tak armáda Konfederace. Unie odlila celkem přes 1100 napoleonů, zatímco Konfederace 600. V bitvě u Gettysburgu bylo z celkového počtu 360 děl Unie 142 napoleonů, tj. 36 %. Kromě jeho spolehlivosti a bezpečnosti sehrála významnou roli i jeho značná účinnost v ničení živé síly nepřítele, zejména na krátkou vzdálenost. Napoleon byl posledním litým bronzovým dělem, jež používala americká armáda.